# Рацинова къща
Къщата музей „Кочо Рацин“ (на македонска литературна норма: Спомен куќа на Кочо Рацин) е къща в град Велес, Северна Македония, роден дом на видния поет комунист от Македония Кочо Рацин, днес музей, посветен на живота и творчеството му.
Къщата е изградена в края на XIX век. През 1962 година къщата е цялостно реставрирана. В нея са изложени оригинални ръкописи и голям брой артефакти, свързани с живота и делото на Рацин. Приземието на къщата е изградено от камък, а фасадата на етажа е белосана. Покривът е висок и покрит с керемиди. Двукрилна дървена порта води в трема, който събира ката, фурната, чардаците и грънчарската работилница, която е голяма и в нея има малко скривалище. Чардакът е свързан с кухнята. На другия край стълби водят към по-висок чардак.